# Yedermann
Der Verlag yedermann wurde im Jahr 2000 von Oliver Brauer und Sebastian Myrus gegründet und 2013 wieder aufgegeben. Sitz des Verlages war Riemerling (Gemeinde Hohenbrunn) bei München. yedermann gehörte zur Riege deutscher Independent-Verlage.
Den Schwerpunkt des Verlagsprogramms bildete zeitgenössische Literatur: Lyrik (Autoren u. a. Karin Fellner, Gerald Fiebig, Herbert Hindringer, Sabine Imhof, Adrian Kasnitz, Achim Wagner, Christoph Wenzel) und Prosa (u. a. Gunter Gerlach, Lou A. Probsthayn, Volker Strübing). Daneben sind bei yedermann zwei Anthologien mit Poetry-Slam-Texten, herausgegeben von den Münchner Slamveranstaltern Ko Bylanzky und Rayl Patzak erschienen („Planet Slam“ 1+2).